# Куки Лайон
Куки Лайон (англ. Cookie Lyon) — персонаж американской телевизионной прайм-тайм мыльной оперы Fox «Империя». Роль Куки исполняет актриса Тараджи П. Хенсон начиная с пилотного эпизода, вышедшего 7 января 2015 года. Куки Лайон является центральным персонажем сериала, рассказывающего о хип-хоп династии, владеющей звукозаписывающем лейблом Empire Entertainment. Основная сюжетная линия Куки разворачивается вокруг её возвращения на свободу после семнадцати лет в тюрьме за торговлю наркотиками. По возвращении она незамедлительно хочет вернуть свою долю в компании, основанной на её деньги, которой управляет её бывший муж Люциус Лайон.
Своего рода архетип женщины из гетто, нецензурной бранящейся, носящей фальшивые меха, парик, накладные ресницы и ногти, по мнению критиков считается залогом успеха сериала. Продюсер сериала Ли Дэниелс при создании Куки взял за основу характер Алексис Колби (Джоан Коллинз) из мыльной оперы 1980-х «Династия». Тараджи П. Хенсон в свою очередь получила значительное количество похвалы от критиков за игру Куки, ряд которых называл её сердцем шоу.

## История развития

### Кастинг и история создания

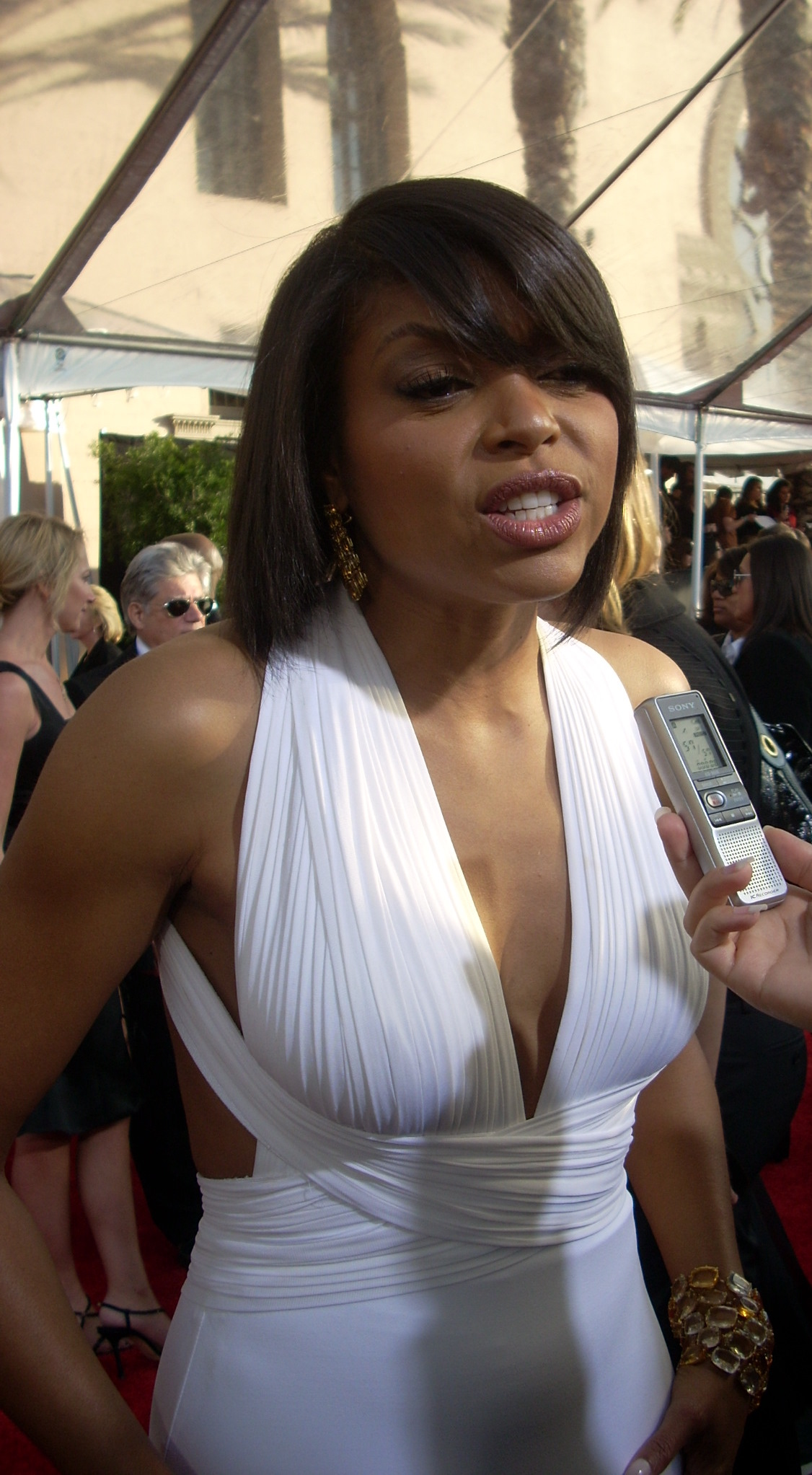
Тараджи П. Хенсон была первым выбором на роль

Когда Ли Дэниелс разрабатывал сериал вместе с Дэнни Стронгом, Тараджи П. Хенсон была его первым выбором на роль Куки. Хенсон ранее пробовалась на главную роль в фильме Дэниелса «Сокровище», которую в итоге получила Габури Сидибе, также участвующая в сериале. Когда он предложил Хенсон роль, она не хотела связывать себя с ещё одним телевизионным проектом, после неудачного опыта съемок в процедурале CBS «В поле зрения». Тогда же Уэсли Снайпс был первым выбором на роль её бывшего мужа, однако когда продюсерам не удалось прийти к соглашению с представителями Снайпса, Хенсон предложила кандидатуру Терренса Ховарда, с которым она десятилетием ранее снялась в фильме «Суета и движение». Новость о подписании контракта Хенсон играть роль Куки, была объявлена 26 февраля 2014 года. После старта сериала было выявлено, что Ли Дэниелс также предлагал роль Куки Мо’Ник, однако Fox отклонила его выбор из-за сложного в работе характера обладательницы премии «Оскар»

### Характеристика
Куки характеризуется как говорящая то, что думает женщина, которая не останавливается ни перед чем, чтобы достичь желаемой цели. Хенсон в своем интервью TV Guide заявила, что такая роль является «мечтой каждого актёра». Будучи преступником и убийцей, Куки является героиней сериала, а не антагонистом. Ли Дэниелс однако отмечал, что при создании персонажа антагонистичная Алексис Колби (Джоан Коллинз) из мыльной оперы 1980-х «Династия» была прототипом для Куки. Хенсон тем временем говорила, что ей было просто перевоплотиться в Куки, так как они обе выросли в чёрном гетто низшего класса, и также как её героиня, актриса боролась с нищетой, будучи матерью-одиночкой, когда отец её ребёнка был убит. В интервью для Time, актриса и вовсе сказала, что она является Куки в реальной жизни.
Будучи персонажем из гетто, отсидевшим срок в тюрьме, Куки имеет весьма вульгарный образ, как в одежде, так и стиле общения с людьми. Хенсон была предоставлена свобода выбора гардероба для Куки. Гардероб персонажа наполнен нарядами с леопардовым принтом, фальшивыми мехами и супер короткими откровенными платьями с глубокими декольте. Критики отмечали, что Куки имеет аналогичное влияние на реальный мир своим гардеробом также как консервативные, классические вещи Оливии Поуп из сериала Шонды Раймс «Скандал».

## Сюжетные линии
Куки была наркодилером вместе со своим мужем, Люциусом Лайоном, зарабатывая, чтобы он мог продолжать записывать свою музыку. Когда Куки ловит ФБР, она берет всю ответственность на себя, оставляя Люциусу четыреста тысяч заработанных денег, благодаря которым и основывается Empire Entertainment. Это приводит её к тридцатилетнему сроку в федеральной тюрьме, однако благодаря сделке с ФБР, Куки выпускают спустя семнадцать лет. Из троих сыновей Куки; Андре, Джамала и Хакима, лишь средний-гей Джамал поддерживал с ней связь, когда она отбывала срок. Вследствие этого, когда Куки выходит из тюрьмы, она отправляется к Джамалу.
Когда Куки выходит из тюрьмы, она первым делом хочет получить причитающуюся ей половину в Empire Entertainment у Люциуса, однако он отказывает ей, предлагая взамен апартаменты и семизначную сумму на содержание, взамен на молчание, что компания была основана на заработанные продажей наркотиков деньгами. Вскоре после этого она понимает, что младший, избалованный Люциусом, сын Хаким не хочет иметь с ней ничего общего, а старший и образованный бизнесмен Андре убеждает её заняться музыкальной карьерой Джамала, преследуя свои интересы. Начав заниматься раскруткой Джамала она пыталась организовать его публичный каминг-аут, но гомофобный Люциус нарушил её планы. Важное место в сюжете также заняло её соперничество с Анникой Кэлхун, невестой Люциуса и руководителя по поиску артистов в Empire Entertainment.

## Приём
Персонаж был высоко оценен критиками, а игра Хенсон получила широкое признание за воплощение образа. Санди Коэн из «Ассошиэйтед Пресс» назвала Куки «Сердцем сериала». Тим Стак из Entertainment Weekly заявил в своем обзоре, что «В руках Хенсон, Куки становится вспыльчивой матерью-львицей в одежде от Louboutins, которая обязательно будет самым цитируемым персонажем шоу». Келли Л. Картер из BuzzFeed отметил, что роль Куки определённо лучший момент в карьере Хенсон, а героиня максимально близка, а не одномерна, к характерам переживших проблемы темнокожих женщин в реальности. Майкл Логан из TV Guide и вовсе заявил в своем обзоре, что Хенсон играет Куки «С огнём и легендарностью».
Помимо успеха среди критиков, персонаж нашел успех у зрителей, становясь интернет-мемом, а также регулярно цитируясь в социальных сетях Tumblr и Twitter.